# Lavie (ruisseau)
Pour les articles homonymes, voir Lavie.
Le ruisseau de Lavie (voir ci-dessous les autres noms) est un ruisseau français du département de la Gironde, affluent de l’Isle et sous-affluent de la Dordogne.

## De nombreuses appellations
Pour le Sandre, le ruisseau de Lavie est un cours d'eau unique. Pour le Géoportail IGN, la partie amont correspond au 'ruisseau du Basque' (appellation partagée par le cadastre de Puisseguin, celui de Lussac le nommant simplement le 'Basque'), la partie médiane au 'Lavie' (le cadastre de Montagne l'appelle, selon les sections, le Lavie ou le 'Lavié') qui devient en aval le 'ruisseau de Lavie'.
On notera aussi le nom de 'ruisseau de Lavié' sur les cadastres de Lussac et Saint-Denis-de-Pile.
Quant au cadastre des Artigues-de-Lussac, les deux appellations 'ruisseau de Levié' et 'ruisseau de Lévié' ont cours.
De plus, à un kilomètre et demi de son terme, il se sépare en deux bras sur environ 600 mètres, le plus au sud prend alors le nom de 'ruisseau de Frappe'.

## Géographie
Il prend sa source à près de 70 mètres d'altitude dans le vignoble de Saint-Émilion, en limite des communes de Lussac et Puisseguin, près du lieu-dit le Basque.
Il rejoint l’Isle en rive gauche, un kilomètre au sud-ouest de Saint-Denis-de-Pile, au lieu-dit le Barrail des Bœufs.
Long de 14,7 km, il possède deux courts affluents répertoriés : le Quarteyran et le ruisseau de la Cuve.

## Départements, communes et cantons traversés
Le ruisseau de Lavie arrose un département, 5 communes et 2 cantons :
- Gironde
  - Canton de Lussac
    - Lussac (source)
    - Puisseguin (source)
    - Montagne
    - Les Artigues-de-Lussac

  - Canton de Guîtres
    - Saint-Denis-de-Pile (confluence)